# Challenge Ameryk do Mistrzostw Świata Mężczyzn w Curlingu 2009
Challenge Ameryk do Mistrzostw Świata Mężczyzn w Curlingu 2009 – pierwszy challenge między męskimi reprezentacjami USA i Brazylii w curlingu. Turniej rozegrano w dniach 30 stycznia-1 lutego 2009 w Bismarck na lodowisku Bismarck Capital Curling Club.
Turniej rozgrywano do trzech wygranych meczów. Wygrana drużyna została drugą zakwalifikowaną z ramienia Ameryki do Mistrzostw Świata Mężczyzn w Curlingu 2009. Kanada do mistrzostw zakwalifikowała się automatycznie jako gospodarz i jednoczesny obrońca tytułu mistrzowskiego.
Przed 2009 Kanada i USA miały automatycznie zapewniony występ w mistrzostwach świata, ponieważ w Ameryce nie było innych krajów, które wystawiałyby drużyny curlingowe. Brazylia jest członkiem Światowej Federacji Curlingu od 1998. W 2008 stwierdziła, że jej męska drużyna reprezentuje tak wysoki poziom, że może się zmierzyć z USA.
Stany Zjednoczone reprezentowała drużyna Todda Birra, która na 31 grudnia 2008 była najwyżej sklasyfikowana w U.S. Order of Merit. 
Brazylia wystawiła swoją narodową drużynę, trenuje ona w Lennoxville w Quebecu na lodowisku Lennoxville Curling Club. Wszyscy zawodnicy są studentami University of Sherbrooke.

## Reprezentacje
| Kraj              | Skip          | Trzeci        | Drugi        | Otwierający        |
| ----------------- | ------------- | ------------- | ------------ | ------------------ |
| Brazylia          | Celso Kossaka | Marcelo Mello | Cesar Santos | Luis Augusto Silva |
| Stany Zjednoczone | Todd Birr     | Paul Pustovar | Greg Wilson  | Kevin Birr         |

## Wyniki
| Kraj              | Wygranych | Przegranych |
| ----------------- | --------- | ----------- |
| Stany Zjednoczone | 3         | 0           |
| Brazylia          | 0         | 3           |

### Mecz 1.
| Tor | Kraj | Kraj              | 1 | 2 | 3 | 4 | 5 | 6 | 7 | 8 | 9 | 10 | Ogółem |
| B   |      | Brazylia          | 0 | 0 | 0 | 1 | 0 | 1 | x | x | x | x  | 2      |
| B   |      | Stany Zjednoczone | 4 | 2 | 4 | 0 | 3 | 0 | x | x | x | x  | 13     |

### Mecz 2.
| Tor | Kraj | Kraj              | 1 | 2 | 3 | 4 | 5 | 6 | 7 | 8 | 9 | 10 | Ogółem |
| B   |      | Stany Zjednoczone | 2 | 0 | 1 | 0 | 2 | 3 | 5 | x | x | x  | 13     |
| B   |      | Brazylia          | 0 | 1 | 0 | 1 | 0 | 0 | 0 | x | x | x  | 2      |

### Mecz 3.
| Tor | Kraj | Kraj              | 1 | 2 | 3 | 4 | 5 | 6 | 7 | 8 | 9 | 10 | Ogółem |
| B   |      | Stany Zjednoczone | 0 | 0 | 3 | 0 | 4 | 0 | 4 | 0 | x | x  | 11     |
| B   |      | Brazylia          | 1 | 2 | 0 | 1 | 0 | 1 | 0 | 0 | x | x  | 5      |